# Chữ Hán giản thể
Chữ Hán giản thể (简体汉字 - Giản thể Hán tự) là bộ chữ Hán được chính phủ Cộng hoà Nhân dân Trung Hoa tạo ra sau khi thành lập nước, nhằm thay thế chữ Hán phồn thể trong văn viết tiếng Trung. Năm 1955, Trung Quốc bắt đầu đơn giản hóa từ chữ Hán phồn thể dựa theo "Phương án giản hoá chữ Hán". Năm 1964 "Tổng bảng chữ Hán" được công bố, có khoảng chừng 2.200 chữ Hán giản thể. Hiện nay bản in năm 2013 của "Bảng chữ Hán thường dùng mẫu mực" là bảng chữ Hán giản thể mới nhất ở Trung Quốc, có chừng 2.500 chữ.
Phe tán thành giản ước thông thường cho rằng một vài chữ Hán giản thể đến từ đời xưa. Ví dụ: vân 云 và 雲 nghĩa gốc giống nhau, đều có liên quan tới chữ Hán thể lạ, và hầu hết bắt nguồn từ Hành thư và Thảo thư biến thành Khải thư. Rất nhiều bộ thủ đến từ Thảo thư, vì thế chữ Hán giản thể cũng đến từ Thảo thư. Tuy nhiên, phe phản đối cho là chữ Hán giản thể chỉ mượn dùng lối chữ xưa mà chưa chắc theo nghĩa gốc của chữ đó, cho nên không thể nhận rằng là đến từ thời xa xưa. Ví dụ: quảng 廣 và nghiễm 广 vốn dĩ là hai chữ khác nghĩa, nhưng mà chữ nghiễm vẫn được dùng làm lối giản thể của chữ quảng. Không có lệ biến Thảo thư thành Khải thư để làm chữ mới. Phần lớn chữ Trung Hoa truyền thống giữ nguyên lối chữ cũ, gọi là chữ truyền thừa. Năm 1977 Ủy ban cải cách chữ viết công bố bản nháp chữ Hán giản thể thứ hai, nhưng không được phổ cập trong dân chúng bởi vì nạn mù chữ gần như được xóa bỏ, chữ Hán giản thể gốc dùng rộng rãi đã thành thói quen. Năm 1986 chữ Hán giản thể thứ hai chính thức bị bỏ đi.
Chữ Hán giản thể đã được người Hoa ở Singapore chấp nhận. Từ năm 1976 Singapore dùng tất cả chữ Hán giản thể của Trung Quốc. Với người Malaysia gốc Hoa, chữ Hán giản thể được dùng từ năm 1981 (tuy nhiên lưu ý rằng khác với Singapore, tiếng Trung không phải là một trong ngôn ngữ chính thức ở Malaysia).

## Lịch sử
- Ngày 1 tháng 2 năm 1920 Tiền Huyền Đồng đăng bài "Đề nghị giảm nét trong chữ Hán" lên tạp chí Thanh niên mới.
- Ngày 21 tháng 8 năm 1935 Bộ Giáo dục Dân quốc Trung Hoa công bố "Bảng chữ Hán giản thể đợt thứ nhất". Ngày 5 tháng 2 năm sau phải bỏ đi vì bị Đái Quý Đào là nhân vật bậc cao Đảng Quốc dân phản đối dữ dội.[6]
- Tháng 2 năm 1936 Viện Hành chính Dân quốc Trung Hoa ra lệnh tạm gác lại thi hành chữ Hán giản thể.[6][7]
- Ngày 25 tháng 3 năm 1952 Ủy ban nghiên cứu cải cách chữ viết thành lập Nhóm chỉnh lí chữ Hán, bắt đầu soạn "Bản nháp bảng giản ước chữ Hán thường dùng".[8]
- Ngày 7 tháng 1 năm 1955 Ủy ban cải cách chữ viết công bố "Bản nháp phương án giản ước chữ Hán", có ba bảng: "Bảng giản ước 798 chữ Hán", "Bảng bỏ đi 400 chữ thể lạ", "Bảng giản ước cách viết bộ thủ chữ Hán". Sau này bảng thứ hai trở thành bản nháp của "Bảng Chỉnh lí chữ thể lạ đợt thứ nhất". Trong "Lời giải thích Bản nháp phương án giản ước chữ Hán" bày tỏ: "Thông qua việc thảo luận bản nháp, chúng tôi mong mọi người sẽ cùng nhau cố gắng nghiên cứu việc cải cách chữ Hán và tạo ra điều kiện thuận lợi để tiếp tục chỉnh đốn chữ Hán, thật hành đánh vần chữ viết."
- Tháng 1 năm 1955 Ủy ban cải cách chữ viết giải thích chữ Hán khó thay đổi thành chữ cái Latin trong ít lâu. Sau khi bắt đầu thật hành chữ viết đánh vần thì sẽ có thời kì chuyển tiếp dùng cả chữ mới lẫn chữ cũ. Chữ Hán vẫn còn là đồ dùng quan trọng không thể thiếu trong khoảng thời gian nhất định. Ba cách thức giản ước được đưa ra: nét, số chữ, và cách viết.[9]
- Ngày 28 tháng 1 năm 1956 Viện Quốc vụ Trung Quốc thông qua Nghị quyết liên quan tới việc công bố Phương án giản ước chữ Hán.[8]
- Ngày 31 tháng 1 năm 1956 tờ Nhật báo Nhân dân in toàn bộ bản nghị quyết của Viện Quốc vụ cùng kế hoạch giản ước chữ Hán.
- Ngày 10 tháng 1 năm 1958 Chu Ân Lai công bố bản báo cáo "Nhiệm vụ cải cách chữ viết hiện nay", tố cáo "một vài phần tử giữ cũ đã tiến đánh cải cách chữ viết một cách độc ác, nói việc giản ước chữ Hán bị hỏng và bị nhân dân phản đối. Họ đòi Viện Quốc vụ thu lại kế hoạch, thu lại ‘Phương án giản ước chữ Hán’". Bản báo cáo trả lời việc giản ước chữ Hán "ăn khớp với quyền người dân, được người dân hăng hái tiếp nhận" và "nên được ủng hộ vững vàng."
- Tháng 5 năm 1964 Ủy ban cải cách chữ viết in "Tổng bảng chữ Hán giản thể", bao gồm ba bảng, có tất cả 2.236 chữ. Bảng thứ nhất gồm có 352 chữ Hán giản thể không dùng làm bộ thủ. Bảng thứ hai gồm có 132 chữ Hán giản thể có thể dùng làm bộ thủ. Bảng thứ ba gồm có 1.754 chữ mở rộng từ bảng thứ hai.[8]
- Ngày 20 tháng 12 năm 1977 "Bản nháp Phương án giản ước chữ Hán thứ hai" được công bố, gọi là "chữ Hán giản thể lần hai".
- Ngày 24 tháng 6 năm 1986 Viện Quốc vụ tuyên bố bỏ đi "Bản nháp Phương án giản ước chữ Hán thứ hai".
- Ngày 10 tháng 10 năm 1986 "Tổng bảng chữ Hán giản thể" được công bố lại, in lên tờ Nhật báo Nhân dân vào ngày 15 tháng 10. Có tất cả 2274 chữ Hán và 14 bộ thủ được giản ước. Không có chữ hiếm thấy được giản ước dựa vào sự giống nhau như uân 赟 (贇), và điệp 叠 (疊), phúc 覆, tượng 像, la 囉 không còn giản ước thành 迭, 复, 象, 罗 nữa.
- Năm 1993 Bộ Giáo dục Singapore sửa bảng liệt kê chữ Hán giản thể ban hành vào năm 1976 cho giống Tổng bảng chữ Hán giản thể của Trung Quốc.
- Ngày 5 tháng 6 năm 2013 Viện Quốc vụ công bố "Bảng chữ Hán thường dùng mẫu mực", có "Bảng so sánh chữ mẫu mực và chữ Hán phồn thể, chữ Hán thể lạ". Việc thường dùng chữ Hán trong xã hội phải đúng "Bảng chữ Hán thường dùng mẫu mực".[10]

## Nguyên tắc giản ước
Nguyên tắc chữ Hán giản thể có thể truy lên đề nghị của Tiền Huyền Đồng vào năm 1922. Tám nguyên tắc giản hoá là: chữ vay mượn, chữ hình thanh, tiêu chuẩn hoá Thảo thư, chữ đặc trưng, chữ vành, chữ hội ý, chữ phù hiệu, và chữ bộ thủ. Mặc dù ra đời trước Tiền Huyền Đồng và không được rõ ràng để bao hàm các phương pháp giản ước chữ Hán cụ thể, các nguyên tắc này đủ điển hình, chính sách giản ước dùng không ít.
Các nguyên tắc nghiên cứu sửa chữa chữ Hán giản thể đang có của Trung Quốc là như sau:
1. Đơn giản.
2. Tiêu chuẩn hoá:
  1. Diệt bỏ chữ thể lạ;
  2. Nhấn mạnh tính hình thanh;
  3. Giữ nguyên tính biểu ý.
3. Ổn định.
4. Thật dụng.
5. Đẹp mắt vừa đúng.

Năm 1952 Ủy ban nghiên cứu cải cách chữ viết Trung Quốc quyết định lấy "thuật nhi bất tác" làm nguyên tắc giản ước chữ Hán. Cùng năm Mao Trạch Đông trỏ ra "giản ước" là giản ước lối chữ, cũng là hợp lại chữ Hán để giảm bớt số chữ mẫu mực.

## Phương pháp giản ước
Có rất nhiều chữ Hán giản thể không được chế ra theo lục thư. Tuy nhiên, chữ Hán giản thể không thể thoát li lục thư vì phải phụ thuộc vào chữ Hán phồn thể. Nói chung các phương pháp như "giản ước cấu trúc chữ", "giản ước dựa vào sự giống nhau", "diệt bỏ chữ thể lạ", và "dụng phông chữ mới" được dùng để chế ra chữ Hán giản thể.

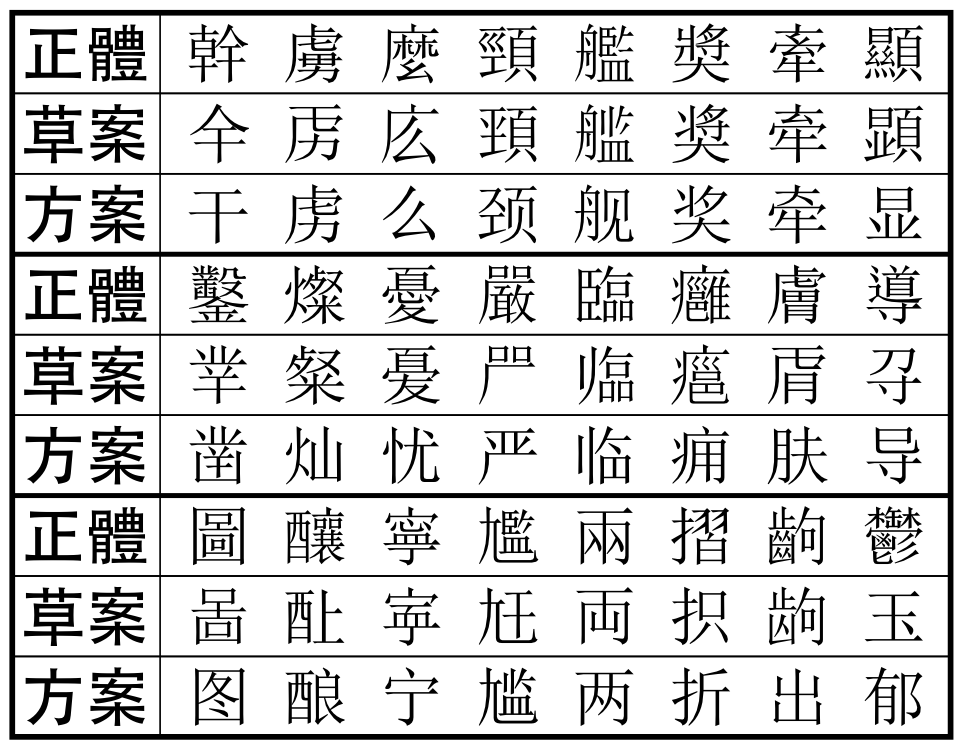
Trong bản nháp chữ Hán giản thể năm 1955 và phương án chữ Hán giản thể năm 1956, một số chữ phương pháp giản ước khác nhau.

## Thí dụ giản ước kiểu hợp lại
Có không ít chữ được hợp lại thành chữ khác lúc giản ước, cụ thể có ba tình huống:
1. Dùng chữ xưa đơn giản thay vì chữ thời nay.
2. Dùng chữ Hán giản thể mới thay thế cho nhiều chữ.
3. Vừa hợp lại bộ phận chữ, vừa đổi phần ý nghĩa của chữ nọ thành chữ có nét đơn giản, giữ nguyên ý nghĩa chữ đó.

Bên cạnh đó có lúc chữ Hán giản thể hợp lại những chữ hiếm thấy, ít dùng, cách đọc khác nhau, ý nghĩa nguồn gốc chữ không liên hệ với nhau.

## Chữ truyền thừa
Theo nghĩa rộng chữ truyền thừa là chữ Hán được truyền lại trong lịch sử (chủ yếu là lối Khải thư sau cuộc lệ biến) và vẫn còn dùng đến nay, có lịch sử hơn hai nghìn năm. Đối với Hồng Kông, Macau, và Đài Loan, "chữ truyền thừa" là chữ Hán truyền thống đang dùng; theo nghĩa đen là chữ Hán không được "Tổng bảng chữ Hán giản thể" giản ước. Chữ Hán mẫu mực đang được dùng ở Trung Quốc chủ yếu bao gồm chữ Hán giản thể và chữ truyền thừa không qua giản ước (nhưng dùng phông chữ mới).
Theo nghĩa hẹp "chữ Hán phồn thể" chỉ trỏ chữ có lối giản. Nếu không có thì thuộc về thứ chữ truyền thừa. Tuy nhiên, trong một vài trường hợp chữ thông hành ở Hồng Kông, Macau, và Đài Loan sẽ gọi hết thảy là "chữ Hán phồn thể"; chữ Hán tiêu chuẩn ở Trung Quốc (bao gồm chữ Hán được giản thể và chữ truyền thừa không được giản ước) thì gọi bằng "chữ Hán giản thể". Không phải "chữ Hán phồn thể" nào cũng phức tạp hơn chữ Hán giản thể. Có rất nhiều thí dụ của cái gọi là "nhất giản đa phồn".

### Điểm riêng
- Hiện ra lần đầu vào đời nhà Hán, Khải thư về sau biến đổi ít, đến nay vẫn còn dùng.
- Chữ Hán phồn thể là chữ viết chính thức ở Trung Quốc đến khi ra "Tổng bảng chữ Hán giản thể". Sau đó chữ Hán giản thể và chữ truyền thừa không được chỉnh lí giản ước là chữ Hán mẫu mực
- Hiện nay chữ Hán phồn thể được dùng ở Đài Loan, Macau, Hồng Kông, và nước ngoài, đặc biệt là ở Hoa Kỳ, châu Âu, châu Đại dương, và một vài nước đảo trên Ấn Độ Dương.
- Ở Trung Quốc và Singapore một vài người có thể đọc trọn vẹn chữ Hán phồn thể, nhưng viết bằng chữ Hán giản thể.
- Ở Malaysia phần lớn người Hoa có thể đọc trọn vẹn chữ Hán phồn thể, nhưng viết bằng chữ Hán giản thể.

Về khía cạnh ngôn ngữ học chữ Hán phồn thể có thể bày tỏ lục thư một cách hoàn chỉnh và chính xác. Một số chữ Hán giản thể khó biểu đạt trực tiếp tính chất riêng này của chữ Hán.

## Ảnh hưởng

### Trung Quốc
Theo như pháp luật quy định Trung Quốc, chữ Hán giản thể là chữ Hán tiêu chuẩn, còn chữ Hán phồn thể và chữ Hán thể lạ là chữ không mẫu mực. Thường chữ cần phải dựa trên "Bảng chữ thường dùng tiếng Hoa thời nay", bao gồm chữ Hán giản thể và chữ truyền thừa không được giản ước. Pháp luật Trung Quốc quy định chữ Hán phồn thể và chữ Hán thể lạ có thể được giữ nguyên hay sử dụng dưới tình huống như sau:
1. Di tích văn hoá;
2. Chữ thể lạ trong họ;
3. Tác phẩm nghệ thuật như thư pháp, chạm khắc;
4. Đề từ và chữ bảng hiệu viết tay;
5. Nhu cầu dùng trong xuất bản, giáo dục, nghiên cứu;
6. Tình huống riêng biệt được Viện Quốc vụ phê chuẩn.[11]

### Nước ngoài
Giấy tờ tiếng Hoa chính thức của Liên Hợp Quốc từng dùng chữ Hán phồn thể làm chữ viết chính thức, nhưng sau khi Cộng hoà Nhân dân Trung Hoa soán ghế Trung Quốc của Đài Loan vào năm 1971 thì chữ Hán giản thể trở thành chữ chính thức. Các tổ chức quốc tế khác như Tổ chức Y tế Thế giới và Tổ chức Khí tượng Thế giới dùng chữ Hán giản thể. Những nước có quan hệ ngoại giao với Trung Quốc cũng chấp nhận chữ Hán giản thể và tiếng Trung phổ thông.
Năm 1969 Singapore ra "Tổng bảng chữ Hán giản thể" riêng khác với chữ Trung Quốc. Năm 1974 chính thức dùng "Tổng bảng chữ Hán giản thể" của Trung Quốc. Người Hoa ở Malaysia trễ hơn Singapore, khi tháng 2 năm 1981 mới in "Tổng bảng chữ Hán giản thể".
Chữ Hán phồn thể từng là lối chữ người Hoa ở nước ngoài hay dùng trước khi chữ Hán giản thể phổ biến. Áp phích buôn bán, phương tiện truyền thông, và dạy học tiếng Hoa ở phố Tàu dùng chữ Hán phồn thể. Tờ Thời báo Hoàn cầu dẫn, trước khi Trung Quốc cải cách mở cửa thì việc giảng dạy tiếng Hoa ở Hoa Kỳ dùng chữ Hán phồn thể. Sau này lớp sinh viên du học Hoa Kỳ đầu tiên của Trung Quốc tốt nghiệp và bắt đầu biên soạn sách giáo khoa tiếng Hoa với chữ Hán giản thể. Năm 2006 hơn 2.300 trường trung học ở Hoa Kỳ mở môn tiếng Trung Quốc, một nửa dùng chữ Hán giản thể.
Vì Trung Quốc có ảnh hưởng quốc tế hùng mạnh nên gần đây người nước ngoài luôn luôn dùng chữ Hán giản thể học tiếng Hoa. Sau năm 1990 các tổ chức giáo dục Trung Quốc ra các bài thi trình độ tiếng Hoa cho người nước ngoài không dùng tiếng Trung Quốc (HSK, gọi là "TOEFL tiếng Hoa"), lấy chữ Hán giản thể làm tiêu chuẩn.
Phần lớn chữ tục ở Hồng Kông và Đài Loan đến từ chữ bút giản hay chữ xưa lưu hành trong dân chúng. Có một ít giống hay gần như giống chữ Hán Tân tự thể của Nhật (Kanji) và chữ Hán giản thể của Trung Quốc. Ở Nhật, ngoài chữ Hán Tân tự thể chính thức, cũng có "chữ lược" (略字, ryakuji - "lược tự") dùng để ghi mau. Từng có đề nghị thống nhất chữ Hán giản thể của Trung Quốc và Nhật Bản, song không thực hiện được.